# 塊斑矛麗魚
塊斑矛麗魚（学名：Crenicichla maculata）為輻鰭魚綱鱸形目隆頭魚亞目慈鯛科的其中一種，分布於南美洲巴西的淡水流域，體長可達24.7公分，棲息溪流中底層水域，屬肉食性，以魚類、貝類、腹足類等為食，生活習性不明。
其种加词“maculata”意为“有斑点的”。